# Pierres tombales de Beblenheim
Les pierres tombales de Beblenheim forment un monument historique situé à Beblenheim, dans le département français du Haut-Rhin.

## Localisation
Ces constructions sont situées près de l'église protestante à Beblenheim.

## Historique
L'édifice fait l'objet d'un classement au titre des monuments historiques depuis 1898.